# Ghigo VI del Viennois
Andrea Ghigo VI del Viennois, o Andrea di Borgogna; in lingua francese Guigues VI de Viennois (1184 – 14 marzo 1237), conte consorte di Embrun e di Gap, dal 1202, delfino del Viennois e conte di Albon, conte di Grenoble, di Oisans e di Briançon, dal 1228 alla sua morte.

## Origine
Ghigo, sia secondo il De Allobrogibus libri novem, che secondo la Chronica Albrici Monachi Trium Fontium, era l'unico figlio maschio del duca di Borgogna, Ugo III (1148 – 1192) e della delfina del Viennois e contessa di Albon, contessa di Grenoble, di Oisans, e di Briançon Beatrice d'Albon (1161 – 1228), che, ancora secondo la Chronica Albrici Monachi Trium Fontium, era figlia di Ghigo V d'Albon, delfino del Viennois e della moglie, Beatrice, che secondo Nicolas Chorier, nel suo Histoire de Dauphiné era Beatrice del Monferrato, che secondo la Ex vita Margaritæ Albonensis comitissæ, era figlia del marchese del Monferrato, Guglielmo V, ed era consanguinea dell'imperatore, Federico Barbarossa; infatti era figlia di Giuditta di Babenberg (1110/1120 – 1168), figlia di Leopoldo III duca di Babenberg e Austria (San Leopoldo di Babenberg) e di Agnese di Waiblingen (quindi Giuditta era la sorellastra di Corrado III di Svevia e Federico II di Svevia, il padre del Barbarossa).
Ugo III di Borgogna, come conferma la Histoire généalogique des ducs de Bourgogne de la maison de France, era l'unico figlio maschio del duca di Borgogna, Oddone II, e di Maria di Blois(1128 – 1190), la figlia primogenita del conte di Blois, di Chartres, di Meaux e di Châteaudun, signore di Sancerre e Amboise, conte di Troyes e conte di Champagne, Tebaldo, come ci viene confermata anche dalla Chronica Albrici Monachi Trium Fontium e di Matilde di Carinzia, figlia del duca di Carinzia, Enghelberto, come ci conferma Orderico Vitale nel volume VI, libro XI del suo Historia Ecclesiastica, Libri tredicim; anche Guglielmo di Tiro, che è stato arcivescovo della città di Tiro, nell'odierno Libano, nel suo Historia rerum in partibus transmarinis gestarum, cita il duca Ugo III come figlio della sorella di Tebaldo V di Blois, mentre gli Annales S. Benigni Divionensis citano Ugo III di Borgogna come figlio della figlia del conte di Champagne, Tebaldo II (Hugo, dux Burgundie, filius filie comitis Theobaldi comitis Campanie).

## Biografia
Battezzato Andrea, ereditò il nome Ghigo dalla madre in memoria del precedente delfino.
Nel dicembre 1188, Andrea viene citato col nome Delfino, assieme alla madre, Beatrice (Beatricis uxoris mee) ed ai fratellastri, Oddone e Alessandro (filiorum meorum Odonis, Alexandri et Dalphini) nel documento n° 784 della Histoire des ducs de Bourgogne de la race capétienne, Tome III, inerente ad una donazione di suo padre, Ugo III, ai templari.
Alla fine dell'estate del 1190, suo padre, Ugo III, seguì il re di Francia, Filippo II Augusto, alla terza crociata e combatté nell'assedio che portò alla conquista di San Giovanni d'Acri, il 12 luglio del 1191.
Quando Filippo II Augusto, nell'estate del 1191, ritornò in Francia, lasciò a Ugo il comando delle truppe francesi. Alleato fidato del suo ex avversario, ora re d'Inghilterra, Riccardo Cuor di Leone lottò assieme a lui contro il Saladino. Ugo seguì Riccardo Cuor di Leone nella marcia verso Gerusalemme e partecipò alla battaglia di Arsuf (dove divise con il Cuor di Leone la gloria della vittoria, il 7 settembre del 1191). Dopo questa battaglia i Francesi abbandonarono l'esercito e tornarono a San Giovanni d'Acri, dove, l'anno seguente, Ugo morì; secondo il necrologio degli Obituaires de Lyon II, Diocèse de Chalon-sur-Saône, Abbaye chef d'ordre de Cîteaux (non consultato), Ugo morì in Terra santa (Hugo dux Burgundie qui obit ultra mare) il 6 settembre (VIII Id Aug); anche la Chronica Albrici Monachi Trium Fontium conferma che Ugo morì in Terra Santa (dux Burgundie Hugo ex parte regi ibi dismissus, non multo post mortuus est) e dice anche che fu sepolto presso i Templari (apud Templarios), che si erano stabiliti a San Giovanni d'Acri.
Nel 1202, diviene conte consorte di Embrun e di Gap, come ci viene confermato dal documento n° LXXVIII, datato 1210 della Bibliotheca sebusiana.
Due documenti del Cartulaire de l'abbaye de Notre-Dame de Léoncel ci informano di due donazioni fatte da Andrea Ghigo all'abbazia stessa:
- nel primo n° XCVIII del 1227, viene citato come conte Andrea (Andreas comes Albionensis)[18]
- nel secondo n° CVIII del 4 luglio 1231, viene citato come il delfino Andrea (Andreas Dalphinus comes Vienne et Ailbonis)[19].

Infatti, nel 1228, era morta la madre di Andrea/Ghigo, Beatrice, che prima di morire aveva lasciato un testamento in cui disponeva che i suoi titoli andassero al suo figlio maschio, Andrea Ghigo.
Secondo il De Allobrogibus libri novem, nel 1232, la figlia, Beatrice, gli vendette la contea di Gap, che aveva ricevuto dalla madre, Beatrice di Sabran.
Nel 1236, Andrea Ghigo (Dom. Andreas Dalphinus Viennensis et Albonis comitis) fece testamento, disponendo che gli sarebbe succeduto il figlio maschio Ghigo (Guigonem filium suum), sotto tutela della madre, Beatrice di Monferrato (Beatricem uxorem suam comitissam matris eiusdem Guigonis); menziona anche la figlia di primo letto, Beatrice (Beatrici filiæ suæ uxori comitis Montis-fortis).
Prudente e misurato come la madre utilizzò più spesso la diplomazia che la forza per ingrandire il proprio dominio.
Fece numerose donazioni a monasteri e conventi.
Andrea Ghigo, secondo il De Allobrogibus libri novem, morì il pomeriggio del 14 marzo 1237 (tertius idus Martias post meridiem), e, sotto la tutela della madre, Beatrice, gli succedette il figlio, Ghigo, in tutti i suoi titoli e relativi domini, comprese le contee di Gap ed Embrun, beni dotali della prima moglie. Questo fatto creerà al successore grossi problemi con Carlo I d'Angiò.

## Matrimoni e discendenza
Nel 1202, Andrea Ghigo aveva sposato, in prime nozze, Beatrice di Sabran (1182 – prima del 1219), contessa di Gap e di Embrun, che gli portò in dote le due citate contee ed era figlia del Signore di Caylar e d'Ansouis, Raniero († dopo il 1209) appartenente alla famiglia de Sabran, e di Garsende d'Urgel-Forcalquier ( † prima del 1193), l'unica figlia del Conte di Forcalquier, Guglielmo IV d'Urgell e di Adelaide di Bezieres, di cui non si conoscono gli ascendenti. Dopo il 1210, data in cui risulta ancora marito di Beatrice, Andrea, secondo il De Allobrogibus libri novem, si separò dalla prima moglie, Beatrice, per consanguineità, mantenendo però il possesso delle due contee che questa gli aveva portato in dote, in nome della figlia, Beatrice.
Andrea Ghigo da Beatrice di Sabran ebbe una figlia:
- Beatrice (1205 –  dopo il 1248), andata sposa ad Amalrico VI di Montfort, (1192 – 1241), conte di Montfort, visconte di Carcassonne e di Béziers, dal quale ebbe 5 figli[28].

Secondo le Europäische Stammtafeln, Vol. III, cap. 740 (non consultate) Andrea Ghigo, verso il 1216, aveva sposato, in seconde nozze, Semnoresse di Poitiers, figlia di Aymar II de Poitiers (1186-1250), Conte di Valentinois e della moglie Filippa di Fay, signora de Clerieu. Questo matrimonio viene confermato dalla Histoire generale de Dauphiné. Par Nicolas Chorier, che precisa che nel 1223, dopo che Semnoresse era morta, dovette restituire la dote.
Infine Andrea Ghigo, nel 1219, aveva sposato Beatrice di Monferrato (1210 – 1274), figlia di Guglielmo VI, marchese del Monferrato, e di Berta di Clavesana. Beatrice, per alcuni anni, fu reggente del delfinato.
- da Beatrice di Monferrato Andrea Ghigo ebbe due figli[26][27]:
  - Ghigo (1225 – 1269), che gli succedette come delfino del Viennois e conte di Albon, conte di Grenoble, di Oisans, di Briançon,  di Embrun e di Gap, con il nome di Ghigo VII[21];
  - Giovanni (1227 – 1239).

## Ascendenza
|                         |                  |                            | Genitori                  |  |  | Nonni |  |  | Bisnonni           |  |  | Trisnonni            |  |
|                         |                  |                            |                           |  |  |       |  |  | Ugo II di Borgogna |  |  | Oddone I di Borgogna |  |
|                         |                  |                            |                           |  |  |       |  |  | Ugo II di Borgogna |  |  | Oddone I di Borgogna |  |
|                         |                  | Matilde di Borgogna        |                           |  |  |       |  |  | Ugo II di Borgogna |  |  |                      |  |
| Oddone II di Borgogna   |                  |                            |                           |  |  |       |  |  | Ugo II di Borgogna |  |  |                      |  |
|                         |                  | Matilde di Mayenne         | Bosone I di Turenna       |  |  |       |  |  |                    |  |  |                      |  |
|                         |                  | Matilde di Mayenne         | Bosone I di Turenna       |  |  |       |  |  |                    |  |  |                      |  |
|                         |                  | Matilde di Mayenne         | …                         |  |  |       |  |  |                    |  |  |                      |  |
| Ugo III di Borgogna     |                  | Matilde di Mayenne         |                           |  |  |       |  |  |                    |  |  |                      |  |
|                         |                  | Tebaldo II di Champagne    | Stefano II di Blois       |  |  |       |  |  |                    |  |  |                      |  |
|                         |                  | Tebaldo II di Champagne    | Stefano II di Blois       |  |  |       |  |  |                    |  |  |                      |  |
|                         |                  | Tebaldo II di Champagne    | Adele d'Inghilterra       |  |  |       |  |  |                    |  |  |                      |  |
| Maria di Blois          |                  | Tebaldo II di Champagne    |                           |  |  |       |  |  |                    |  |  |                      |  |
|                         |                  | Matilde di Carinzia        | Enghelberto II d'Istria   |  |  |       |  |  |                    |  |  |                      |  |
|                         |                  | Matilde di Carinzia        | Enghelberto II d'Istria   |  |  |       |  |  |                    |  |  |                      |  |
|                         |                  | Matilde di Carinzia        | Uta di Passau             |  |  |       |  |  |                    |  |  |                      |  |
| Ghigo VI del Viennois   |                  | Matilde di Carinzia        |                           |  |  |       |  |  |                    |  |  |                      |  |
|                         | Ghigo IV d'Albon | Ghigo III d'Albon          |                           |  |  |       |  |  |                    |  |  |                      |  |
|                         | Ghigo IV d'Albon | Ghigo III d'Albon          |                           |  |  |       |  |  |                    |  |  |                      |  |
|                         | Ghigo IV d'Albon | Matilde di Aetheling       |                           |  |  |       |  |  |                    |  |  |                      |  |
| Ghigo V d'Albon         | Ghigo IV d'Albon |                            |                           |  |  |       |  |  |                    |  |  |                      |  |
|                         |                  | Clemenza di Mâcon          | Stefano I di Mâcon        |  |  |       |  |  |                    |  |  |                      |  |
|                         |                  | Clemenza di Mâcon          | Stefano I di Mâcon        |  |  |       |  |  |                    |  |  |                      |  |
|                         |                  | Clemenza di Mâcon          | Beatrice di Lorena        |  |  |       |  |  |                    |  |  |                      |  |
| Beatrice d'Albon        |                  | Clemenza di Mâcon          |                           |  |  |       |  |  |                    |  |  |                      |  |
|                         |                  | Guglielmo V del Monferrato | Ranieri I del Monferrato  |  |  |       |  |  |                    |  |  |                      |  |
|                         |                  | Guglielmo V del Monferrato | Ranieri I del Monferrato  |  |  |       |  |  |                    |  |  |                      |  |
|                         |                  | Guglielmo V del Monferrato | Gisella di Borgogna       |  |  |       |  |  |                    |  |  |                      |  |
| Beatrice del Monferrato |                  | Guglielmo V del Monferrato |                           |  |  |       |  |  |                    |  |  |                      |  |
|                         |                  | Giuditta di Babenberg      | Leopoldo III di Babenberg |  |  |       |  |  |                    |  |  |                      |  |
|                         |                  | Giuditta di Babenberg      | Leopoldo III di Babenberg |  |  |       |  |  |                    |  |  |                      |  |
|                         |                  | Giuditta di Babenberg      | Agnese di Waiblingen      |  |  |       |  |  |                    |  |  |                      |  |
|                         |                  | Giuditta di Babenberg      |                           |  |  |       |  |  |                    |  |  |                      |  |

### Fonti primarie
- (LA)  De Allobrogibus libri novem.
- (LA)  Cartulaire de l'abbaye de Notre-Dame de Léoncel.
- (LA)  Monumenta Germaniae Historica, Scriptores, tomus V.
- (LA)  Monumenta Germaniae Historica, Scriptores, tomus XXIII.
- (LA)  Recueil des historiens des Gaules et de la France. Tome 14.
- (LA)  Bibliotheca sebusiana.
- (LA)  Historia rerum in partibus transmarinis gestarum.
- (FR)  Histoire de Dauphiné et des princes, tome II.
- (LA, FR)  Histoire de Dauphiné et des princes, tome I.
- (LA, FR)  Histoire des ducs de Bourgogne de la race capétienne, tome III.

### Letteratura storiografica
- Charles Lethbridge Kingsford, Il regno di Gerusalemme, 1099-1291, cap. XXI, vol. IV (La riforma della chiesa e la lotta fra papi e imperatori) della Storia del Mondo Medievale, 1999, pp. 757–782
- Frederick Maurice Powicke, I regni di Filippo Augusto e Luigi VIII di Francia, cap. XIX, vol. V (Il trionfo del papato e lo sviluppo comunale) della Storia del Mondo Medievale, 1999, pp. 776–828
- (FR) André Duchesne, Histoire généalogique des ducs de Bourgogne de la maison de France, Parigi, Sebastien Cramoisy, 1628.
- (FR)  Histoire generale de Dauphiné. Par Nicolas Chorier, Pag 858
- (FR)  Histoire générale des Alpes Maritimes ou Cottiènes par Marcellin Fornier, Continuation, Tome I.